# Matrice définie positive
En algèbre linéaire, une matrice définie positive est une matrice positive inversible.

## Définitions

### Notations
Soit {\displaystyle A} une matrice à éléments réels ou complexes, par la suite on notera :
- {\displaystyle A^{\mathsf {T}}} la matrice transposée de {\displaystyle A} ;
- {\displaystyle A^{*}} la matrice transconjuguée de {\displaystyle A} (conjuguée de la transposée) ;
- {\displaystyle \mathbb {R} } le corps des nombres réels ;
- {\displaystyle \mathbb {C} } le corps des nombres complexes.

### Matrice symétrique réelle définie positive
Soit {\displaystyle M} une matrice symétrique réelle d'ordre {\displaystyle n}. Elle est dite définie positive si elle est positive et inversible, autrement dit si elle vérifie l'une des quatre propriétés équivalentes suivantes :
1. Pour toute matrice colonne non nulle {\displaystyle {\textbf {x}}} à {\displaystyle n} éléments réels, on a : {\displaystyle {\textbf {x}}^{\mathsf {T}}M{\textbf {x}}>0}. Autrement dit, la forme quadratique définie par {\displaystyle M} est strictement positive pour {\displaystyle \mathbf {x} \neq 0}.
2. Toutes les valeurs propres de {\displaystyle M} (qui sont nécessairement réelles) sont strictement positives.
3. La forme bilinéaire symétrique {\displaystyle \mathbb {R} ^{n}\times \mathbb {R} ^{n}\to \mathbb {R} ,\quad ({\textbf {x}},{\textbf {y}})\mapsto {\textbf {x}}^{\mathsf {T}}M{\textbf {y}}} est un produit scalaire sur {\displaystyle \mathbb {R} ^{n}}.
4. Il existe une matrice {\displaystyle N\in {\mathcal {M}}_{n}(\mathbb {R} )} inversible telle que {\displaystyle M=N^{\mathsf {T}}\,N} (autrement dit : {\displaystyle M} est congruente à la matrice identité).

 
Une matrice symétrique réelle est dite définie négative si son opposée (symétrique elle aussi) est définie positive.
La caractérisation 4 ci-dessus peut se justifier ainsi :
- pour toute matrice carrée réelle {\displaystyle N}, telle que son noyau se réduit au singleton 0, la matrice symétrique {\displaystyle N^{\mathsf {T}}\,N} est positive ;
- réciproquement, toute matrice réelle symétrique positive est de cette forme (la matrice {\displaystyle N} n'est pas unique ; elle l'est si l'on impose qu'elle soit elle-même positive) ;
- or si {\displaystyle M=N^{\mathsf {T}}\,N} (avec {\displaystyle N} carrée) alors {\displaystyle M} est inversible si et seulement si {\displaystyle N} l'est.

Elle permet de montrer que la matrice de Gram d'une famille de {\displaystyle n} vecteurs d'un espace préhilbertien (réel ou complexe) est définie positive si et seulement si la famille est libre. Par exemple, toute matrice de Hilbert est définie positive.

### Matrice hermitienne définie positive
On étend les propriétés et définitions précédentes aux matrices complexes.
Soit {\displaystyle M} une matrice carrée complexe d'ordre {\displaystyle n}. Elle est dite définie positive si elle vérifie l'une des quatre propriétés équivalentes suivantes :
1. Pour toute matrice colonne non nulle {\displaystyle {\textbf {z}}} à {\displaystyle n} éléments complexes, le nombre complexe {\displaystyle {\textbf {z}}^{*}M{\textbf {z}}} est un réel strictement positif.
2. {\displaystyle M} est hermitienne et toutes ses valeurs propres sont strictement positives.
3. La forme sesquilinéaire{\displaystyle \mathbb {C} ^{n}\times \mathbb {C} ^{n}\to \mathbb {C} ,\quad ({\textbf {x}},{\textbf {y}})\mapsto {\textbf {x}}^{*}M{\textbf {y}}}est un produit scalaire sur {\displaystyle \mathbb {C} ^{n}} (au sens : forme hermitienne définie positive).
4. Il existe une matrice {\displaystyle N\in {\mathcal {M}}_{n}(\mathbb {C} )} inversible telle que {\displaystyle M=N^{*}\,N}.

Une matrice {\displaystyle M} est dite définie négative si son opposée est définie positive.

## Intérêt des matrices définies positives
Beaucoup de problèmes de résolution de systèmes linéaires les plus faciles à traiter numériquement sont ceux dont les matrices sont symétriques définies positives : on dispose d'algorithmes numériquement stables et rapides pour l'inversion et la  diagonalisation des matrices définies positives.
Toute matrice symétrique réelle positive est limite d'une suite de matrices symétriques réelles définies positives, ce qui est à la base de nombreux raisonnements par densité.

## Propriétés et critères

### Propriétés
- La matrice inverse d'une matrice définie positive est définie positive.
- Si {\displaystyle M} est définie positive et si {\displaystyle r} est un réel strictement positif, alors {\displaystyle rM} est définie positive. Autrement dit, l'ensemble des matrices définies positives forme un cône.
- Si {\displaystyle M} et {\displaystyle N} sont positives et si l'une des deux est inversible, alors {\displaystyle M+N} est définie positive.
- Une matrice positive est définie positive si et seulement si sa racine carrée positive est inversible. Cette propriété est utilisée pour la décomposition polaire (voir infra).
- Inégalité de Hadamard : le déterminant d'une matrice définie positive est inférieur ou égal au produit de ses éléments diagonaux.

### Critère de Sylvester
Pour qu'une matrice {\displaystyle A=\left(a_{ij}\right)_{1\leqslant i,j\leqslant n}}, réelle symétrique ou complexe hermitienne, soit définie positive, il faut et suffit que les {\displaystyle n} matrices  {\displaystyle A_{p}=\left(a_{ij}\right)_{1\leqslant i,j\leqslant p}} pour {\displaystyle p} de 1 à {\displaystyle n}, aient leur déterminant strictement positif, autrement dit que les {\displaystyle n} mineurs principaux dominants soient strictement positifs.
Remarques
- Pour {\displaystyle n=2}, le critère de Sylvester est essentiellement le critère de positivité du trinôme du second degré.
- En fait, sur un corps (commutatif) quelconque, cette condition de non-nullité des mineurs principaux est une condition nécessaire et suffisante pour qu'il existe une matrice {\displaystyle Q} triangulaire supérieure telle que {\displaystyle Q^{\mathsf {T}}AQ} soit diagonale et de rang maximum (il suffit d'adapter la démonstration qui suit).

Dans le cas complexe, plus général, la preuve est analogue, en considérant la forme hermitienne définie par la matrice.
Une autre méthode est d'utiliser le théorème d'entrelacement de Cauchy.

### Décomposition polaire
- Toute matrice inversible réelle se décompose de façon unique en produit d'une matrice orthogonale et d'une matrice symétrique définie positive.
- Toute matrice inversible complexe se décompose de façon unique en produit d'une matrice unitaire et d'une matrice hermitienne définie positive.

La notion de matrice définie positive est donc analogue à celle de nombre réel strictement positif dans la forme polaire d'un nombre complexe.